# Marek Taclík
Marek Taclík (* 9. května 1973 Ústí nad Labem) je český herec.

## Životopis
Po maturitě na gymnáziu v Duchcově vystudoval pražskou DAMU, kterou ukončil roku 2000; poté působil nejprve v souboru CD94, následně odešel do pražského Činoherního klubu; hrál také v Dejvickém divadle a v Divadelním spolku Kašpar v Divadle v Celetné.

## Filmografie, výběr

### Film
- 1999 – Zimní víla (pohádka ČT) (kníže Jan)
- 2003 – Jedna ruka netleská (Ondřej)
- 2004 – Milenci & Vrazi (Bogan Tušl)
- 2006 – Prachy dělaj člověka (Heislick, výběrčí výpalného)
- 2006 – Lovu zdar!
- 2006 – Grandhotel (Fleischman)
- 2008 – Kdopak by se vlka bál (kolega)
- 2010 – Občanský průkaz (otec Popelka)
- 2010 – Největší z Čechů (rekordman v pití piva pod vodou)
- 2011 – Vendeta (Novotný)
- 2011 – Rodina je základ státu (obecní strážník)
- 2012 – Vrásky z lásky (řidič kamionu)
- 2012 – DonT Stop (Mařas)
- 2012 – Ve stínu (Bareš)
- 2013 – Martin a Venuše (Martin)
- 2013 – Jako nikdy (Petr, syn Jaruny)
- 2014 – Všiváci (Radek)
- 2014 – Život je život
- 2015 – Případ pro exorcistu TV
- 2015 – Ztraceni v Mnichově (novinář Jakub)
- 2016 – Anděl Páně 2 (falešný čert)

### Seriály
- 2016 – Lajna (manažer Kyselý)
- 2022 – Zoo (Eduard Novotný)

### Televize
- 1998 – Trapas
- 1998 – Noční allegro (studentský film)
- 1998 – Na lavici obžalovaných justice – díl Padni komu padni
- 2001 – Naše děti (sekretář)
- 2002 – Brouk v hlavě (sluha Štěpán)
- 2003 – Útěk do Budína
- 2003 – Falešné obvinění (novinář)
- 2004 – Hop nebo trop (seriál)
- 2005 – Eden (Luba Kratina)
- 2005 – Náves – díl Druhá liga (Břeťa)
- 2006 – Místo v životě – díly Dopis, Domov, Hospodyně, Svatba, Naděje, Podezření, Bod zlomu, Divadlo, Aneta, Táta, Sblížení, Léčka (Richter)
- 2006 – Lovu zdar! (studentský film)
- 2007 – Tři životy (pobočník)
- 2007 – Trapasy
- 2007 – Operace Silver A (Hubert Freylach)
- 2007 – Hraběnky (seriál) – díly Honza a Saša company a Čarodějnice (Maděra)
- Od 2008 – Kriminálka Anděl (seriál) (kriminalista kapitán Oliver Hajn, od 4. řady major)
- 2008 – BrainStorm (pacient)
- 2009 – Zakázaný člověk (policejní komisař Vlastimil Wagner)
- 2009 – Ženitba (divadelní záznam) (Kočkarev)
- 2009 – Ulice – díl Zuzanino prozrazení: část 2 (Jaroslav Hejl)
- 2010 – Okresní přebor – díl Derby
- 2011 – Santiniho jazyk (Kňour)
- 2011 – O mé rodině a jiných mrtvolách – díly Navěky spolu a Nic pro slabé žaludky
- 2012 – Vyprávěj – díly Osudy: Milena a Zdeněk a Havel na Hrad! (advokát Zdeněk Černý)
- 2012 – Cesta (studentský film)
- 2013 – Škoda lásky – díly Vzpomínky (Marek) a Hrdina
- 2013 – Sanitka 2 – díl pátý (Mařák)
- 2013 – Nevinné lži – díl Klukovina (Zdeněk Pěnička)
- 2013 – Klukovina
- 2014 – Osmy
- 2014 – Čtvrtá hvězda (hotelový taxikář Jindra)
- 2014 – Kdyby byly ryby

### Dokumentární
- 2004 – Film o filmu: Milenci a vrazi
- 2009 – Neobyčejné životy: Petr Nárožný

### TV pořady
- O poklad Anežky Anežky České
- Festivalové vteřiny
- Sama doma
- 2007 – O korunu krále Karla
- 2008 – Q
- 2008 – Intimní zpověď
- 2009 – Uvolněte se, prosím
- 2010 – Devatero řemesel – díl Herec Marek Taclík vinařem
- 2010 – Rozmarná léta českého filmu
- 2010 – Český lev 2009
- 2011 – Souboj seriálů… vy rozhodnete!
- Barrandovský videostop
- 7 pádů Honzy Dědka
- 2012 – Český lev 2011 – nominační večer
- 2012 – Možná přijde i charita
- 2012 – StarDance …když hvězdy tančí
- 2013 – Všechnopárty
- 2013 – Božské dorty od Markéty
- 2014 – Máme rádi Česko

### Dabing
- 2004 – seriál Bídníci[1]
- 2005 – TV film Destrukce systému[2]
- 2005 – TV film Pouta války[3]
- 2006 – TV film Casablanca – [dabing ČT] – Leonid Kinskey (Saša)[4]

V reklamách Moneta Money Bank daboval kocoura Tomia.

### Hudební videoklipy
- 2009 – Pepíčci z alba Karton veverek skupiny Wohnout
- 2012 – Štědrý večer nastal
- 2013 – Monkey Business feat. Orion, Vladimir 518, Kato: Rockin' at the Lobby Bar

## Divadlo

### Vybrané divadelní role
- Činoherní studio Ústí nad Labem
  - 1994 – Procitnutí jara (Sup Bradatý / Diethelm)[5]
  - 1994 – Děd Vševěd aneb o Plaváčkovi (uhlíř)[6]
  - 2007–2012 – Strange Love (Ludvík)[7]
  - 2010–2012 – 2521 (Hlas Cutise) – vystupoval ze záznamu[8][9]
- Divadlo DISK
  - 1997–1998 – Na dně (Medvěděv)[10]
  - 1998 – Zojčin byt (Ametystov, Gandzalin, / 1. a 2. neznámý)[11]
  - 1998 – Mnoho povyku pro nic (Benedetto)[12]
- Činoherní klub
  - 1997 – Zkrocení zlé ženy (Páže Bartoloměj / Vdova) – vystupoval v alternaci s Robertem Jaškówem[13]
  - 2000–2005 – Návrat do pouště (Eduard, syn Matyldy) – vystupoval v alternaci s Michalem Zelenkou[14]
  - 2001–2002 – Proces (Krečinskij)[15]
  - 2001–2008 – Portugálie (Farář)[16]
  - Od 2002 – Osiřelý západ (Valene Connor)[17]
  - 2002–2005 – Misantrop (Akast) – vystupoval v alternaci s Václavem Neužilem[18]
  - Od 2002 – Maska a tvář (Giorgio Alamari, sochař) – vystupuje v alternaci s Vilémem Udatným, Lubošem Veselým, Matějem Dadákem a původně Filipem Čápem a také Vilémem Dubničkou[19]
  - 2003–2004 – Gagarinova ulice (Eddie)[20]
  - Od 2004 – Sexuální perverze v Chicagu (Dan Shapiro)[21]
  - Od 2005 – Pan Polštář (Behanding in Spokane) (Michal)[22]
  - 2006 – Americký bizon (Bob, Donův zlodějíček)[23]
  - 2007 – Hrdina západu (The Playboy of the Western World) (Jimmy Farrell)[24]
  - Od 2011 (předpremiéra 2010) – Ujetá ruka (Carmichael)[25]
  - Od 2011 – Glengarry Glen Ross
- CD 2002
  - 1998 – Tři mušketýři – vystupoval v alternaci s Matějem Hádkem[26]
- Městské divadlo Mladá Boleslav
  - 1998–2000 – Komedie o Jeppem z Vršku (Kníže Andrej, baronův bratranec)[27]
- Divadelní sdružení CD 94 (Divadlo v Celetné)
  - 1998–2001 – Narozen 28. října (Jiří Hošek)[28]
  - 1999–2000 – Hlava XXII (Clevinger / Pacietův bratr / Vojenský policista)[29]
  - 2000–2002 – Bouře (Adrian / Kapitán)[30]
  - 2000–2002 – Volpone aneb Komedie plná chytráků (Bonario)[31]
- Divadelní spolek Kašpar (Divadlo v Celetné)
  - 1999–2003 – Lišák (Henry Grenfel)[32]
  - 2000 – Sedmispáči[33]
- Letní shakespearovské slavnosti
  - 2002–2003 – Král Lear (Osvald) – vystupoval v alternaci se Zdeněkem Venclem[34]
  - 2004–2005 – Romeo a Julie (Petr)[35]
  - 2005–2007 – Večer tříkrálový aneb Cokoli chcete (Fabián) – vystupoval v alternaci se Zdeňkem Duškem[36]
  - 2012–2014 – Richard III. (Catesby, sir William) – vystupuje v alternaci s Davidem Steigerwaldem[37][38]
- Švandovo divadlo na Smíchově
  - 2003–2005 – Bouře (Adrian / Kapitán)[39]
- Divadelní společnost Jana Hrušínského (Divadlo GONG)
  - Od 2003 – Zahraj to znovu, Same (Dick Christie) – vystupoval v alternaci se Zdeňkem Hruškou[40]
- Dejvické divadlo
  - Od 2000 – Oblomov (Alexej Nikolajevič Alexejev) – vystupuje v alternaci s Jiřím Macháčkem[41]
  - 2003–2007 – Tramvaj do stanice Touha (maso, maso, samý maso) (Mitch)[42]
  - 2004–2007 – KFT / Sendviče reality® (Jack)[43][44]
  - 2005–2007 – Love Story (Pešeles)[45]
  - 2006 – Hamlet (Rosencrantz)[46]
- Divadlo Na Jezerce
  - Od 2003 – Zahraj to znovu, Same (Dick Christie) – vystupoval v alternaci se Zdeňkem Hruškou[40]
  - Od 2009 – Ženitba (Kočkarev)[47]
- A Studio Rubín
  - Od 2012 – Federer - Nadal (Federer)[48][49]
  - Od 2014 – Padesátka
- Cleopatra Musical (Divadlo Broadway (činohra))
  - Od 2013 – Večírek – vystupuje v alternaci s Ondřejem Sokolem[50][51]

### Divadelní režie
- A studio Rubín
  - Od 2012 – Federer - Nadal[48]

### Dramaturgie
- A Studio Rubín
  - Od 2012 – Federer - Nadal[48]